# The Waterboys
The Waterboys és un grup de música britànic creat el 1983 per Mike Scott. Els membres del grup, passats i presents, són essencialment escocesos i irlandesos. El grup ha estat instal·lat a diversos llocs com Londres, Dublín, An Spidéal, Nova York i Findhorn. És un grup que ha travessat diversos estils musicals, però sempre s'ha caracteritzat per una barreja de folk cèltic i de rock o folk rock. Després de deu anys de discos i gires, la formació es va separar el 1993 i Scott va seguir una carrera en solitari. El 2000 el grup es va tornar a unir i el líder va destacar que tot era una continuïtat, el grup i la seva carrera en solitari, ja que la majoria de músics l'havien acompanyat en la seva carrera en solitari.
Des d'un punt de vista del seu estil musical, el grup va rebre el qualificatiu de Big Music, títol d'un dels temes del segon àlbum A Pagan Place. El grup va influenciar a grups com Simple Minds, The Alarm, In Tua Nua, Big Country, Hothouse Flowers… Més tard, els interessos de Scott van donar un aire més liteari i místic al grup, lligat a la música folk. A finals dels anys 1980 el grup anava tenint més influències folk i creava problemes per als membres que volien donar més importància al so rock, però quan es va recompondre el 2000 va explotar més la vessant del rock.

## Membres del grup

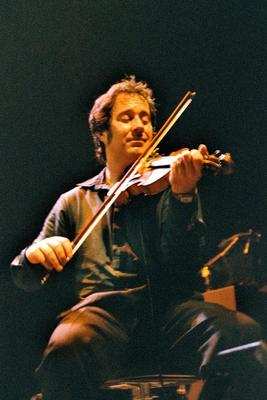
Steve Wickham, violinista de The Waterboys.

Més de trenta músics han estat membres de The Waterboys, alguns, però, només hi van estar un temps curt en un àlbum o una gira, mentre que d'altres han tingut un paper més important. Mike Scott ha estat el cantant i el principal compositor durant tot la història del grup, mentre que alguns músics han tingut un paper prou destacat.
Anthony Thistlethwaite fou un dels membres del grup originari i hi va restar fins que es van separar el 1991, tot i que va participar en l'enregistrament de l'àlbum A Rock in the Weary Land. Amb Scott i Wickham, fou un dels compositors. Toca el saxofon, que es pot sentir en nombrosos solos, constitueix una de les dues parts de la secció de vent del grup. Volia que el grup tingués un aire més rock després de l'àlbum Room to Roam, i com que no ho va aconseguir va deixar el grup. Avui dia és membre del grup The Saw Doctors, amb qui ha tret tres àlbums.
Kevin Wilkinson, fou un altre membre fundador del grup, concretament el bateria els anys 1983 i 1984, tot i que tocà en més ocasions. L'última aparició remunta al disc A Rock in the Weary Land. Va dirigir la secció rítmica durant el període de Big Music.
Steve Wickham va transformar el grup amb la seva entrada el 1985. El seu fort interès per la música folk va ser decisiu pel canvi de direcció de la banda. El 1990 va deixar el grup, ja que Scott i Thistlethwaite volien retornar al so més rock. Amb tot, el 2000 Wickham va retornar al grup i encara hi continua. És qui més peces ha escrit per al grup, després de Scott.

## Discografia
The Waterboys són autors de diversos àlbums i singles. La realització del grup ha rebut bones crítiques, tot i que l'èxit comercial de les seves primeres peces no fou alt, cosa que actualment s'ha redreçat. L'èxit més destacat fou la reedició el 1991 del single The Whole of the Moon que va arribar al tercer lloc en vendes al Regne Unit, mentre que els àlbums Fisherman's Blues i la compilació The Best of The Waterboys 81-90 van aconseguir els llocs 13 i 10 respectivament, però amb un nombre de vendes més gran del primer.

### Àlbums d'estudi
- 1983: The Waterboys
- 1984: A Pagan Place
- 1985: This Is the Sea
- 1988: Fisherman's Blues
- 1990: Room to Roam
- 1993: Dream Harder
- 2000: A Rock in the Weary Land
- 2001: Too Close to Heaven (als Estats Units va sortir com a Fisherman's Blues, Part 2)
- 2003: Universal Hall
- 2007: Book of Lightning
- 2011: An Appointment with Mr Yeats
- 2015: Modern Blues
- 2017: Out of All This Blue
- 2019: Where the Action Is
- 2020: Good Luck, Seeker
- 2022: All Souls Hill

### Àlbums live i compilacions
- 1991 : The Best of the Waterboys 81–90
- 1994 : The Secret Life of the Waterboys 81–85
- 1998 : The Live Adventures of the Waterboys
- 1998 : The Whole of the Moon: the Music of Mike Scott and the Waterboys
- 2005 : Karma to Burn